# Hilary Swank
Hilary Ann Swank (sinh ngày 30 tháng 7 năm 1974) là một nữ diễn viên điện ảnh nổi tiếng người Mỹ. Sự nghiệp diễn xuất phim ở Hollywood của cô bắt đầu bằng một vai nhỏ trong phim Buffy the Vampire Slayer (1992) rồi một vai lớn trong phim The Next Karate Kid (1994), nơi cô đóng vai Julie Pierce, người phụ nữ đầu tiên được sensei (thầy) Keisuke Miyagi che chở.
Cô được biết đến nhờ thành tích đoạt 2 Giải Oscar cho hạng mục Nữ diễn viên chính xuất sắc nhất: lần đầu trong vai Brandon Teena, một transgender man (FTM) (phụ nữ chuyển phái tính thành nam giới) trong phim Boys Don't Cry (1999), và vai nữ võ sĩ quyền Anh Maggie Fitzgerald trong phim Million Dollar Baby (2004). Cô là nữ diễn viên duy nhất của thập niên 2000 chiến thắng 2 lần giải Oscar cho hạng mục Nữ diễn viên chính xuất sắc nhất trong vòng 10 năm. Tạp chí Time đã ghi tên cô 1 trong số 100 người có tầm ảnh hưởng nhất thế giới vào 2005.

## Cuộc đời
Swank sinh tại thành phố Lincoln, Nebraska, là con gái của Judy (nhũ danh Clough), làm nghề thư ký và vũ nữ, và Stephen Swank, từng là sĩ quan trong "Lực lượng phòng không quốc gia" (Air National Guard) rồi sau đó làm nghề đi chào hàng. Cô có một anh (em trai) tên Dan. Nhiều người trong gia tộc của cô tới từ Ringgold County, Iowa. Swank bắt đầu từ chỗ thấp kém như một đứa trẻ lớn lên từ một trailer park (khu dành cho các xe moóc cắm trại) gần hồ Samish ở Bellingham, tiểu bang Washington, từ khi cô 6 tuổi, sau khi đã cư ngụ ở Spokane, tiểu bang Washington. Swank tự mô tả thời thơ ấu của mình như một "outsider" (người bên lề xã hội), luôn cảm thấy mình chỉ "thuộc về một nhân vật tiểu thuyết (khi đọc truyện), hoặc nhân vật trong phim (khi xem phim)", và do đó đã gợi hứng cho cô trở thành một diễn viên sau này.
Khi Swank lên 9 tuổi, cô đóng kịch lần đầu trong vở The Jungle Book. Cô bắt đầu diễn kịch ở nhà trường và cộng đồng, trong đó có "đoàn kịch Bellingham" (Bellingham Theatre Guild). Cô học trường Trung học Sehome ở Bellingham cho tới năm 16 tuổi. Swank cũng tham gia đua tranh trong các Thế vận hội Thanh thiếu niên (Junior Olympics) và tranh giải vô địch bơi lội tiểu bang Washington; và được xếp hạng 5 trong môn thể dục đa năng của tiểu bang (điều này có lợi cho cô khi đóng phim The Next Karate Kid (1994) và các năm sau đó).
Cha mẹ Swank ly thân khi cô 13 tuổi, mẹ cô ủng hộ nguyện vọng trở thành diễn viên của con gái, đã chuyển chỗ ở tới Los Angeles, và họ sống trong chiếc xe hơi của mình, cho tới khi người mẹ dành giụm đủ tiền để thuê 1 căn hộ. Swank đã mô tả mẹ mình như nguồn cảm hứng cho sự nghiệp diễn viên và cuộc sống của cô. Ở California, Swank ghi tên học Trường Trung học South Pasadena (sau này cô bỏ trường) và bắt đầu nghề diễn viên chuyên nghiệp. Cô giúp mẹ trả tiền thuê nhà bằng số tiền cô kiếm được khi xuất hiện trên các chương trình truyền hình như Evening Shade và Growing Pains.

## Sự nghiệp
Năm 1994, Swank đóng phim The Next Karate Kid với Pat Morita. Đây là phim thứ 4 và là phim chót của bộ phim Karate Kid.
Tháng 9 năm 1997, Swank thủ vai người mẹ đơn độc Carly Reynolds trong phim Beverly Hills, 90210. Ban đầu, cô được hứa đó sẽ là vai diễn kéo dài 2 năm, nhưng bị đình chỉ sau 16 tập vào tháng 1 năm 1998. Sau này, Swank nói cô bị choáng váng khi bị cắt vai diễn, và nghĩ rằng: "Nếu mình không đủ sức diễn cho phim 90210, thì mình cũng chẳng đủ khả năng cho bất cứ phim nào".
Tuy nhiên, việc sa thải này lại là một đột phá may mắn cho Swank, giải thoát cho cô để đi thử giọng cho vai Brandon Teena trong phim Boys Don't Cry. Swank giảm độ béo mập 7% để chuẩn bị cho vai diễn này. Nhiều nhà phê bình hoan nghênh cô như nữ diễn viên xuất sắc nhất năm 1999. Diễn xuất của Swank cuối cùng đã làm cho cô đoạt được Giải Quả cầu vàng cho nữ diễn viên phim chính kịch xuất sắc nhất và Giải Oscar cho nữ diễn viên chính xuất sắc nhất. Rồi sau đó cô lại đoạt 2 giải này lần nữa khi diễn vai nữ võ sĩ quyền Anh trong phim đoạt giải Oscar là phim Million Dollar Baby năm 2004 của Clint Eastwood, vai diễn mà cô phải luyện tập trên võ đài và có được 19 pounds cơ bắp.

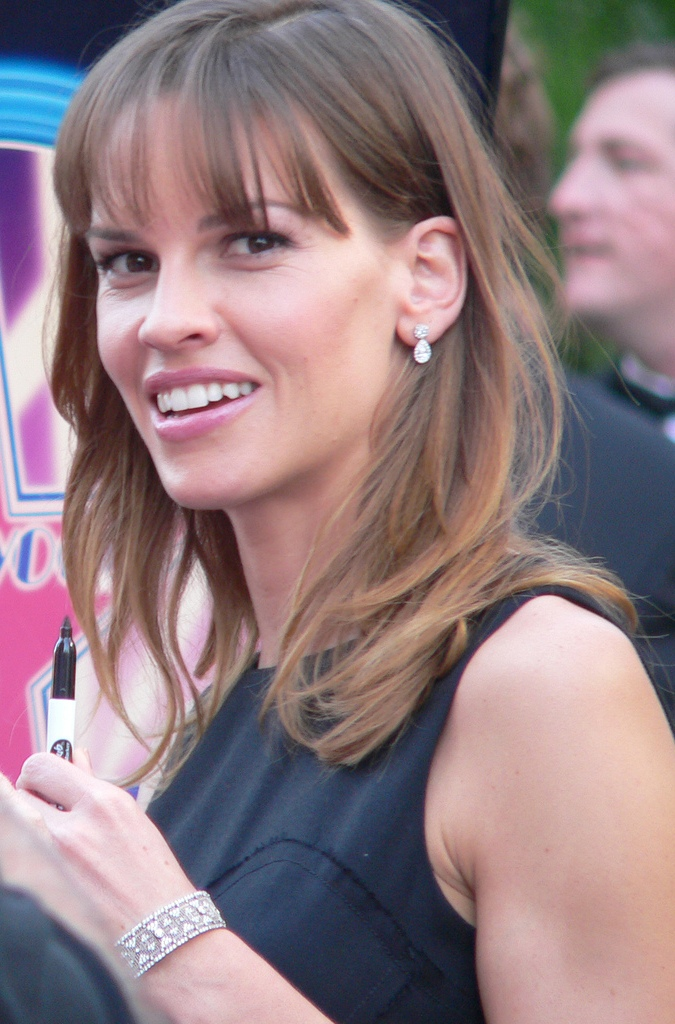
Swank trong buổi lễ nhận một ngôi sao trên Đại lộ Danh vọng Hollywood ngày 8.1.2007

Thành công của Swank có nghĩa là cô đã gia nhập hàng ngũ của Vivien Leigh, Helen Hayes, Sally Field và Luise Rainer như các nữ diễn viên chỉ được đề cử cho giải Oscar 2 lần và đều đoạt cả hai. Cô là nữ diễn viên trẻ thứ ba đoạt 2 giải Oscar cho nữ diễn viên xuất sắc nhất (sau Rainer và Jodie Foster).
Sau khi đoạt "giải Oscar" lần thứ hai, cô nói: "Tôi không biết mình đã làm được điều gì trên đời này để xứng đáng với vinh dự này. Tôi chỉ là một cô gái từ "khu dành cho các xe moóc cắm trại" đã có một ước mơ". Swank đã chỉ kiếm được 75$ mỗi ngày khi đóng phim Boys Don't Cry, với số tiền tổng cộng là 3.000$. Số tiền cô kiếm được là quá thấp (theo một giai thoại trong 60 Minutes) đến nỗi không đủ tiêu chuẩn cho bảo hiểm sức khỏe.
Đầu năm 2006, Swank ký một hợp đồng 3 năm làm phát ngôn viên cho hãng Guerlain (một hãng sản xuất nước hoa cho phụ nữ). Năm 2007, Swank đóng vai chính và làm chủ nhiệm phim Freedom Writers, một phim về đời thực của 1 giáo viên đã truyền cảm hứng cho một lớp trường trung học tại California. Nhiều người xem cho rằng diễn xuất của Swank có ấn tượng rất tốt, với một nhà phê bình nhận xét rằng cô "đem lại sự tín nhiệm" cho vai diễn. 
Swank đóng vai chính trong phim The Reaping, một phim kinh dị, công chiếu ngày 5.4.2007, trong đó cô đóng vai một người vạch trần các hiện tượng tôn giáo. Swank đã thuyết phục các chủ nhiệm di chuyển cảnh dàn dựng phim từ New England tới Deep South, và phim được quay ở Baton Rouge, Louisiana khi trận bão Katrina tràn vào đây. Swank cũng xuất hiện trong một phim hài lãng mạn P.S. I Love You cùng với Gerard Butler, một nam diễn viên mà cô rất ca ngợi. Phim này được công chiếu vào cuối năm 2007.
Swank được nhận một ngôi sao trên Đại lộ Danh vọng Hollywood ngày 8.1.2007. Ngôi sao của nàng là ngôi sao thứ 2.325 được thưởng.
Tạp chí Variety online viết trong tháng 2 năm 2008, rằng Swank sẽ đóng vai Amelia Earhart, và là đồng chủ nhiệm phim mang tên Amelia. Việc quay phim sẽ diễn ra trong mùa hè năm 2008 tại một số địa điểm quốc tế. Swank cũng được gán cho sẽ đóng vai chính trong bản phim làm lại Intimate Strangers của Hollywood.

## Đời tư
Swank đã từng nói rằng mình là "một diễn viên, chứ không phải một người nổi tiếng" và đã tự mô tả mình là "một người ru rú ở nhà". Swank tự coi mình là một người duy linh, dù không là thành viên của một tôn giáo có tổ chức. Cô từng nói mình "thiên về điền kinh và yêu thể thao".
Swank bày tỏ các vấn đề sức khỏe tiềm tàng, trong đó có mức thủy ngân trong người cao, qua một số việc chuẩn bị cho các vai diễn của mình, trong đó có việc tăng và giảm thể trọng khi đóng phim Boys Don't Cry và The Black Dahlia. Cô nói rằng mình sẽ "làm những gì cần thiết để vai diễn đáng tin cậy và để làm việc".
Swank kết hôn với nam diễn viên Chad Lowe ngày 28.9.1997. Hai người gặp nhau năm 1992, khi quay phim Quiet Days in Hollywood, một phim video trực tiếp. Swank cảm thấy xấu hổ vì quên cảm ơn Lowe khi nhận phát biểu sau khi nhận giải Oscar lần đầu, năm 2000. Vào lúc đoạt giải Oscar lần thứ hai, năm 2005, Lowe là người đầu tiên mà cô cảm ơn. Tuy nhiên, ngày 9 tháng 1 năm 2006, đôi vợ chồng đã ly thân. Trong các cuộc phỏng vấn sau đó, Swank bày tỏ hy vọng là họ sẽ giải hòa, nhưng ngày 1 tháng 11 năm 2007, họ thông báo là sẽ ly dị. Năm 2007, Swank xác nhận mình đã hẹn hò với John Campisi, người đại lý của mình. Họ đã kết thúc mối quan hệ vào tháng 5 năm 2012.
Vào ngày 18 tháng 8 năm 2018, Swank đã kết hôn với Philip Schneider.

## Phim mục

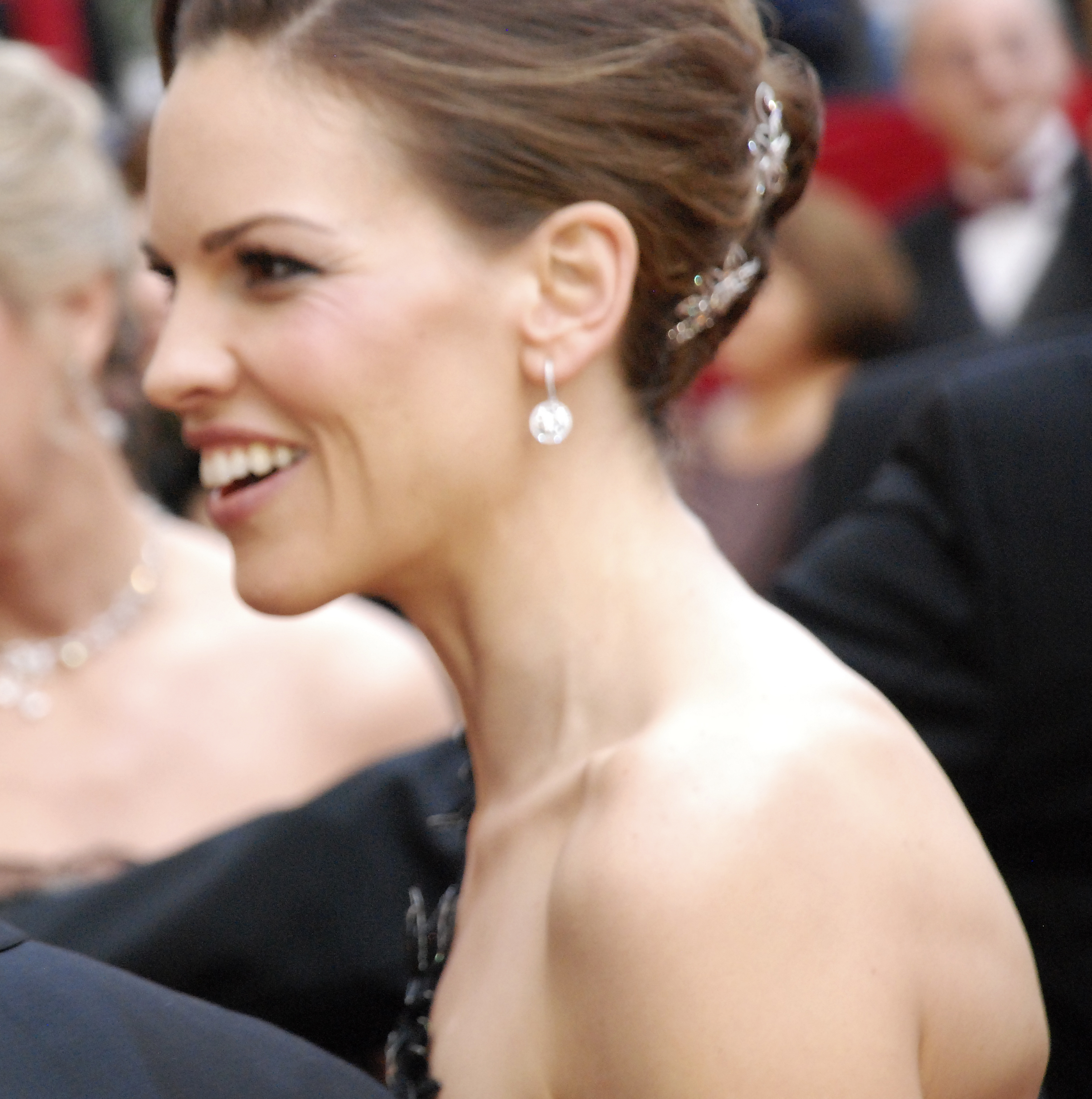
Swank tại giải Oscar 2008

| Năm     | Tên phim/chương trình truyền hình      | Vai diễn                    | Ghi chú                                                                                               |
| ------- | -------------------------------------- | --------------------------- | --- |
| 1991    | Evening Shade                          | Aimee Thompson              | 2 tập                                                                                                 |
| 1991–92 | Growing Pains                          | Sasha Serotsky              | 2 tập                                                                                                 |
| 1992–93 | Camp Wilder                            | Danielle                    | Vai chính, 19 tập                                                                                     |
| 1992    | Buffy the Vampire Slayer               | Kimberly Hannah             | |
| 1994    | The Next Karate Kid                    | Julie Pierce                | |
| 1994    | Cries Unheard: The Donna Yaklich Story | Patty Yaklich               | Phim truyền hình                                                                                      |
| 1996    | Sometimes They Come Back... Again      | Michelle Porter             | |
| 1996    | Terror in the Family                   | Deena Marten                | Phim truyền hình                                                                                      |
| 1996    | Kounterfeit                            | Colleen                     | |
| 1997    | Quiet Days in Hollywood                | Lolita                      | |
| 1997    | The Sleepwalker Killing                | Lauren Schall               | phim truyền hình                                                                                      |
| 1997    | Leaving L.A.                           | Tiffany Roebuck             | vai chính; 6 tập                                                                                      |
| 1997    | Dying to Belong                        | Lisa Connors                | Phim truyền hình                                                                                      |
| 1997–98 | Beverly Hills, 90210                   | Carly Reynolds              | Vai chính; 16 tập                                                                                     |
| 1998    | Heartwood                              | Sylvia Orsini               | |
| 1999    | Boys Don't Cry                         | Brandon Teena               | Đoạt Giải Oscar cho nữ diễn viên chính xuất sắc nhất, Giải SEFCA cho nữ diễn viên chính xuất sắc nhất |
| 2000    | The Gift                               | Valerie Barksdale           | |
| 2000    | The Audition                           |                             | Phim ngắn                                                                                             |
| 2001    | The Affair of the Necklace             | Jeanne St. Rémy de Valois   | |
| 2002    | The Space Between                      |                             | Phim ngắn                                                                                             |
| 2002    | Insomnia                               | Detective Ellie Burr        | |
| 2003    | 11:14                                  | Buzzy                       | |
| 2003    | The Core                               | Major Rebecca "Beck" Childs | |
| 2004    | Million Dollar Baby                    | Maggie Fitzgerald           | Đoạt Giải Oscar cho nữ diễn viên chính xuất sắc nhất                                                  |
| 2004    | Red Dust                               | Sarah Barcant               | |
| 2004    | Iron Jawed Angels                      | Alice Paul                  | Phim truyền hình                                                                                      |
| 2006    | The Black Dahlia                       | Madeline Linscott           | |
| 2007    | Freedom Writers                        | Erin Gruwell                | |
| 2007    | The Reaping                            | Professor Katherine Winter  | |
| 2007    | P. S. I Love You                       | Holly Kennedy               | |
| 2008    | Birds of America                       | Laura                       | |
| 2009    | Amelia                                 | Amelia Earhart              | hậu sản xuất                                                                                          |
| 2010    | Convinction                            | Betty Anne Waters           | đồng giám đốc sản xuất                                                                                |
| 2011    | The Resident                           | Dr. Juliet Devereau         | |
| 2011    | Đêm giao thừa                          | Claire Morgan               | |
| 2012    | Family Guy                             | Chính cô (lồng tiếng)       | 1 tập                                                                                                 |
| 2013    | Mary và Martha                         | Mary Morgan                 | Phim truyền hình                                                                                      |
| 2014    | The Homesman                           | Mary Bee Cuddy              | |
| 2014    | You're Not You                         | Kate Parker                 | đồng thời là nhà sản xuất                                                                             |
| 2015    | Lauda: The Untold Story                | Chính cô                    | Tài liệu                                                                                              |
| 2016    | Spark                                  | The Queen                   | Lồng tiếng                                                                                            |
| 2017    | Logan Lucky                            | Special Agent Sarah Grayson | |
| 2017    | 55 Steps                               | Colette Hughes              | |
| 2018    | What They Had                          | Bridget Ertz                | Đồng thời là giám đốc sản xuất                                                                        |
| 2018    | Trust                                  | Gail Gatty                  | Vai chính, 8 tập                                                                                      |
| 2019    | I Am Mother                            | Woman                       | |
| 2019–20 | BoJack Horseman                        | Joey Pogo (lồng tiếng)      | 5 tập                                                                                                 |
| 2020    | The Hunt                               | Athena Stone                | |
| 2020    | Fatale                                 | Detective Valerie Quinlan   | |
| 2020    | Away                                   | Emma Green                  | Vai chính, 10 tập                                                                                     |
| TBA     | Ordinary Angels                        | Sharon Stevens              | Đang ghi hình                                                                                         |

## Giải thưởng
- Giải Oscar

- Đoạt giải Oscar cho nữ diễn viên chính xuất sắc nhất: 2004 - phim Million Dollar Baby
- Đoạt giải Oscar cho nữ diễn viên chính xuất sắc nhất: 1999 - phim Boys Don't Cry

- Giải của Nghiệp đoàn diễn viên màn ảnh

- Đoạt giải của Nghiệp đoàn diễn viên màn ảnh cho nữ diễn viên đóng vai chính xuất sắc: 2004 - phim Million Dollar Baby
- Đề cử: 2005 - Toàn bộ các vai diễn xuất sắc trong một phim - phim Million Dollar Baby
- Đề cử: 2005 - Nữ diễn viên xuất sắc trong phim truyền hình hoặc Miniseries - phim Iron Jawed Angels
- Đề cử: 2000 - Nữ diễn viên đóng vai chính xuất sắc - phim Boys Don't Cry

- Giải Quả cầu vàng

- Đoạt giải Quả cầu vàng cho nữ diễn viên phim chính kịch xuất sắc nhất: 2005 - phim Million Dollar Baby
- Đề cử: 2005 - Nữ diễn viên xuất sắc trong phim truyền hình hoặc Mini-Series - phim Iron Jawed Angels
- Đoạt giải Quả cầu vàng cho nữ diễn viên phim chính kịch xuất sắc nhất: 2000 - phim Boys Don't Cry

- Giải Independent Spirit

- Đoạt giải cho nữ diễn viên chính xuất sắc nhất: 2000 - phim Boys Don't Cry

- Giải MTV Movie

- 2005: Đề cử: giải MTV Movie - Vai nữ xuất sắc nhất, phim Million Dollar Baby
- 2000: Đề cử: giải MTV Movie - Best Kiss - Boys Don't Cry
- 2000: Đề cử: giải MTV Movie - Vai nữ xuất sắc nhất, phim Boys Don't Cry

- Giải BAFTA

- Đề cử: 2001 - Giải BAFTA cho nữ diễn viên chính xuất sắc nhất, phim Boys Don't Cry